# Чолкі
Чолкі (пол. Czołki) — село в Польщі, у гміні Ситно Замойського повіту Люблінського воєводства.
Населення — 398 осіб (2011).
У 1975-1998 роках село належало до Замойського воєводства.

## Демографія
Демографічна структура станом на 31 березня 2011 року:
|          | Загалом | Допрацездатний вік | Працездатний вік | Постпрацездатний вік |
| -------- | ------- | ------------------ | ---------------- | -------------------- |
| Чоловіки | 214     | 37                 | 155              | 22                   |
| Жінки    | 184     | 35                 | 114              | 35                   |
| Разом    | 398     | 72                 | 269              | 57                   |